# Норфок (Њујорк)
Норфок (енгл. Norfolk) насељено је место без административног статуса у америчкој савезној држави Њујорк.

## Демографија
По попису из 2010. године број становника је 1.327, што је 7 (-0,5%) становника мање него 2000. године.
| Група             | 2000.         | 2010.         |
| Белци             | 1.288 (96,6%) | 1.274 (96,0%) |
| Афроамериканци    | 1 (0,1%)      | 4 (0,3%)      |
| Азијати           | 11 (0,8%)     | 1 (0,1%)      |
| Хиспаноамериканци | 14 (1,0%)     | 12 (0,9%)     |
| Укупно            | 1.334         | 1.327         |